# Rainer Borkowsky
Rainer Borkowsky (* 18. Oktober 1942) ist ein ehemaliger deutscher Steuermann im Rudern, der 1956 eine olympische Silbermedaille im Zweier mit Steuermann gewann.
Borkowsky ruderte bei der Rudergesellschaft Wiesbaden-Biebrich 1888. 1956 ersetzte er Achim Wernet als Steuermann im Zweier von Horst Arndt und Karl-Heinrich von Groddeck, die 1955 die Deutsche Meisterschaft gewonnen hatten. 1956 konnten Arndt und Groddeck den Titel mit Rainer Borkowsky verteidigen. Auch bei der Europameisterschaft 1956 in Bled siegten die drei Wiesbadener vor den Booten aus der Schweiz und aus Österreich. Bei den Olympischen Spielen 1956 belegten die drei den zweiten Platz hinter den US-Amerikanern Arthur Ayrault und Conn Findlay mit Steuermann Armin Seiffert. 1957 verteidigten Groddeck, Arndt und Borkowsky ihren deutschen Meistertitel und siegten auch bei der Europameisterschaft in Duisburg. Ebenfalls 1957 traten die drei Ruderer mit einem Wiesbadener Achter bei der deutschen Meisterschaft an und belegten den dritten Platz. Nachdem Groddeck nach Ratzeburg gewechselt war, wechselten Arndt und Borkowsky in größere Boote. Mit dem Wiesbadener Vierer mit Steuermann belegten sie bei der deutschen Rudermeisterschaft 1958 den dritten Platz. Auch mit dem Wiesbadener Achter belegten sie noch einmal den dritten Platz.
Für seine sportlichen Erfolge wurde er am 21. Januar 1957 mit dem Silbernen Lorbeerblatt ausgezeichnet.